# Рікролінг
Рікро́лінг (англ. Rickrolling) або рікрол — інтернет-мем, розіграш, що зародився на іміджборді 4chan і полягає в наданні жертві гіперпосилання на музичний кліп Ріка Естлі «Never Gonna Give You Up» під виглядом будь-якого іншого посилання. Рікролінг також застосовується в реальному житті, коли якась подія переривається відео- або аудіозаписом «Never Gonna Give You Up».
Саме слово «Рікролінг» походить від попередника «Duckroll» — розіграшу, коли жертві надавалася посилання на фотографію пластикової качки на колесах.

## Історія та опис
Дебютний сингл Ріка Естлі «Never Gonna Give You Up» вийшов влітку 1987 року і незабаром став світовим хітом, діставшись до вершин UK Singles Chart і Billboard Hot 100. У кліпі на пісню Естлі співає і танцює у своєрідній манері в декількох міських локаціях.
До березня 2007 року відзначався невеликий сплеск популярності кліпу серед блогерів. У травні 2007 року після виходу трейлера «Grand Theft Auto IV», сайт Rockstar Games не витримав напливу відвідувачів і звалився. Практично відразу в розділі /v/ (відеоігри) іміджборда 4chan з'явилося посилання нібито на дзеркало сторінки з трейлером, яка вела на кліп «Never Gonna Give You Up» на YouTube. На той момент на 4chan вже застосовувався «дакролл», коли жертві під виглядом різних корисних посилань давалося посилання на зображення пластикової качки на колесах – назва нового розіграшу була утворена за аналогією.
Протягом 2008 року жарт вийшов за межі 4chan, привертаючи увагу багатьох ЗМІ. Згідно з опитуванням SurveyUSA до квітня 2008 року не менш ніж 18 мільйонів американців стали жертвами рікролінга, а кліп на YouTube набрав 25 мільйонів переглядів. У вересні 2009 року Wired опублікував статтю про сучасні підстави, поставивши рікролінг у список легких розіграшів разом з листами щастя. У лютому 2010 року у зв'язку з порушенням правил розміщення кліп «Never Gonna Give You Up» був вилучений з YouTube, куди зазвичай і веде посилання рікрола, проте в той же день його відновили.
До 2011 року, коли популярність розіграшу впала, композиція «Never Gonna Give You Up» стала викликати роздратування. Наприклад, читачі Rolling Stone поставили її на 10 місце у списку найгірших пісень 1980-х.

## Приклади використання

### Проєкт «Чанологія»
Використовуючи популярність мема, в лютому 2008 року учасники «Чанології» влаштували демонстрації у великих містах в усьому світі проти Церкви саєнтології. Серед інших, протестанти несли плакати з написами «Never Gonna Give You Up», програвали пісню в гучномовці й танцювали під неї. Незабаром саєнтологи почали кампанію проти проєкту, в рамках якої створили сайт Anonymous-Exposed.org і розмістили на ньому пропагандистські відеозаписи, що звинувачують членів проєкту в релігійній ненависті й тероризмі. Ті у відповідь створили сайт з адресою AnonymousExposed.org, який вирізняється одним символом від саєнтологічного, де розмістили кліп Естлі.

### В Інтернеті
Гурт Radiohead у березні 2008 року розіграв своїх шанувальників, розмістивши посилання на кліп під виглядом посилання на завантаження їхнього нового альбому In Rainbows.
1 квітня 2008 року (у День сміху) відразу кілька відомих сайтів використовували рікролінг для розіграшу, зокрема YouTube замінив посилання на обрані відео в меню сайту так, що те стало відправляти на кліп «Never Gonna Give You Up».
Австралійський творець вірусного відео Г'ю Еткін змонтував кліп під музику «Never Gonna Give You Up» з виступів Барака Обами, поєднавши слова кандидата в президенти з текстом пісні. 13 січня 2009 року спікерка Палати представників США Ненсі Пелосі на честь відкриття каналу конгресу на YouTube завантажила на цей ресурс відео з кішками в Капітолії зі вставленим усередині відеокліпу фрагментом «Never Gonna Give You Up».
У листопаді 2009 року з'явився вірус для iPhone, який встановлює фоном зображення Ріка Естлі з підписом «You've got Rickrolled». Будь-якого реального збитку троян не завдавав.
17 червня 2020 року на розіграш попався і сам Рік Естлі. Він виклав на сайті Reddit своє фото з-за лаштунків концерту в Лас-Вегасі в 1989 році в рамках першого турне. Під фото користувач u / theMalleableDuck залишив коментар, у якому стверджував, що зустрів Естлі в той день перед концертом і сфотографувався з ним, у коментарі було розміщене нібито гіперпосилання на це фото, яке насправді було посиланням на кліп «Never Gonna Give You Up». Рік Естлі перейшов за посиланням і відповів емодзі «Оплески». Коментар u /theMalleableDuck отримав велику кількість внутрішніх нагород Reddit, багато з яких дають місяць преміум доступу до сайту. За приблизними підрахунками, часу преміум доступу, отриманого за цей коментар, вистачить до 2032 року.

### В реальності

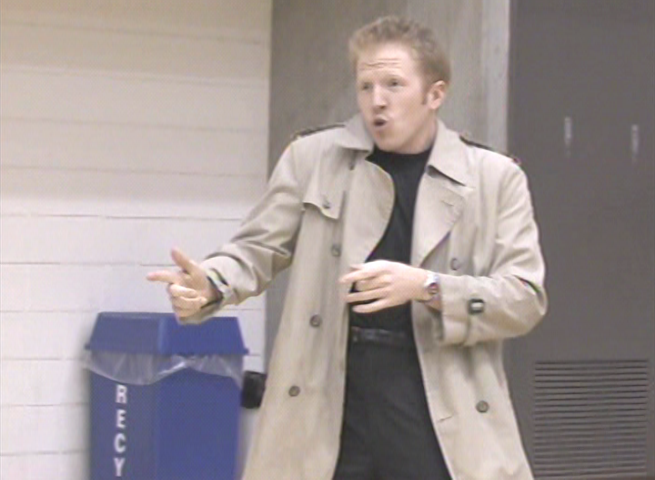
Студент зображує Ріка Естлі на баскетбольному матчі.

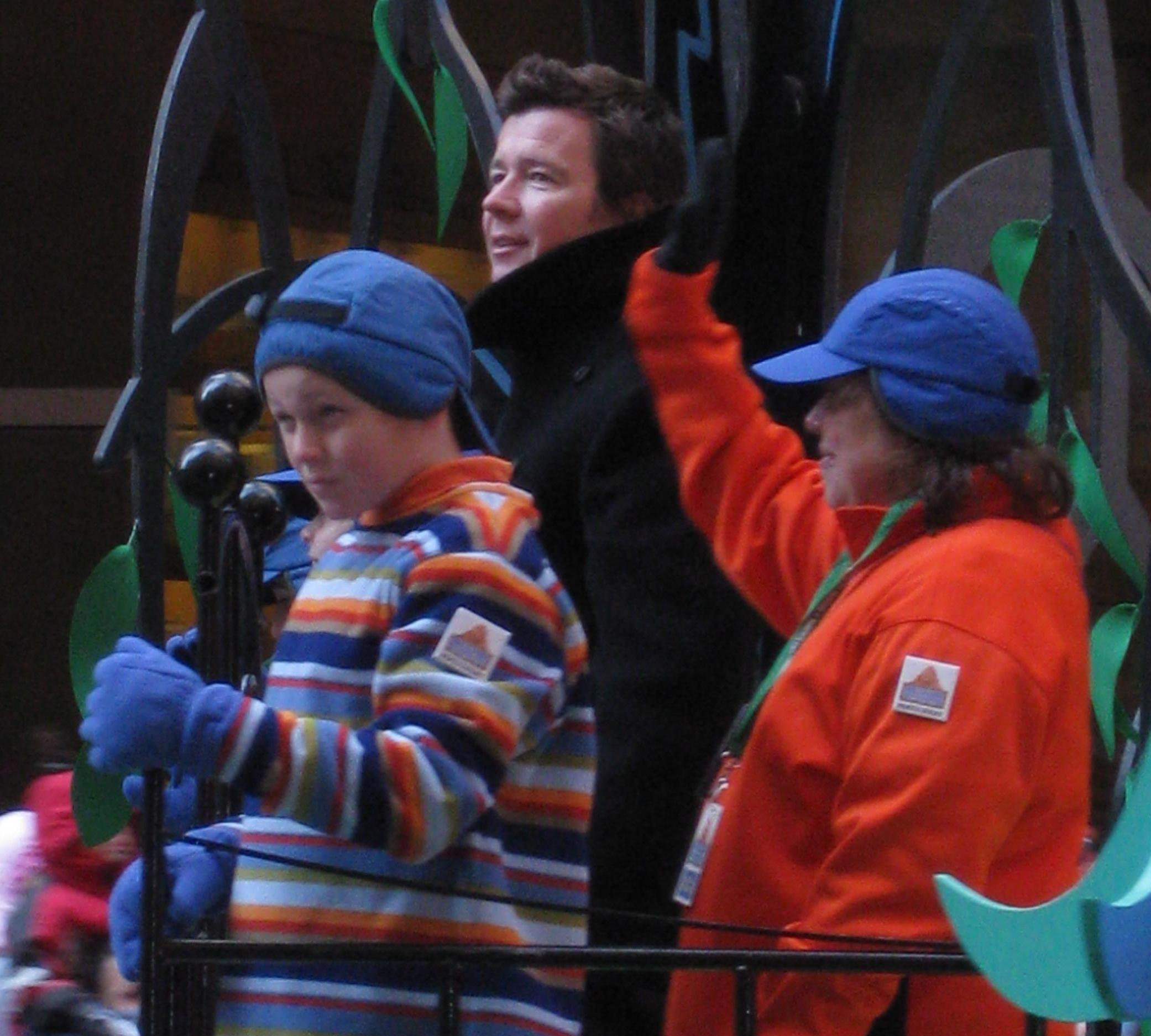
Естлі в рікролінгу на Macy's Thanksgiving Day Parade 2008 року.

Восени 2008 року сам Рік Естлі взяв участь у рікролінгу в рамках парада «Macy» на честь Дня подяки. Персонажі «Будинку друзів Фостера „виконували пісню з серіалу“ The Courtship of Eddie's Father». А в середині композиції зі святкової платформи вийшов Естлі й під фонограму виконав свій найуспішніший хіт.

## Оцінки та вплив
Рікролінг став одним із перших інтернет-мемів, які досягли всесвітньої популярності. Станом на серпень 2024 року кліп має вже понад 1,5 мільярда переглядів. Мем збільшив популярність як пісні «Never Gonna Give You Up», продажі якої з грудня 2007 по березень 2008 року помітно зросли, так і самого Естлі. На кліп було зроблено безліч пародій.
Сам Рік Естлі висловлювався, що знаходить жарт цікавим, але не збирається на ньому наживатися, хоча брав участь у згаданому вище розіграші на День подяки.